# Kjell Herberts
Kjell Erik Martin Herberts (* 17. November 1951 auf Bergö, Malax) ist ein finnlandschwedischer Soziologe.
Herberts war zwischen 1974 und 1982 Forschungsassistent beim Ausschuss für Gesellschaftsforschung der Schwedischen Literaturgesellschaft in Finnland. Danach war er Forscher am Institutet för finlandssvensk samhällsforskning der Åbo Akademi in Vasa (finnisch Vaasa) und wurde 2018 pensioniert.
Als Wissenschaftler interessiert sich Herberts unter anderem für Mehrsprachigkeit und ihre Ausdrucksformen. Er war für viele Erhebungen zur Demoskopie in Svenskfinland verantwortlich. Im Nachschlagewerk Uppslagsverket Finland wird er als eine „zentrale Gestalt im finnlandschwedischen Kulturleben“ charakterisiert.

## Veröffentlichungen (Auswahl)
- 1980 Vasasvenskarna. 2, Tvåspråkighet och språkbruk, Helsingfors: Åbo Akademi ISBN 951-648-609-6
- 1976 Koncentrationstendenser i Närpes – Verklighet och attityder, Helsingfors: Svenska litteratursällskapet i Finland ISBN 951-648-221-X
- 1988 "Detta svenskatalande bättre folk…" – En dokumenterande innehållsanalys av språkdebatter i finsk huvudstadspress under åren 1984–1988, Åbo: Åbo Akademi ISBN 951-649-485-4
- 1991 Tolv tvåspråkiga familjer, Vasa: Åbo Akademi ISBN 951-649-962-7
- 1995 Finlandssvenskarna i det europeiska folkhavet, Helsingfors: Svenska Finlands folkting ISBN 952-9700-15-6